# Zhao Liying
Zhao Liying (xinès simplificat: 赵丽颖, pinyin: Zhào Lìyǐng; Langfang, 16 d'octubre de 1987), també coneguda com a Zanilia Zhao, és una actriu i cantant xinesa. És coneguda pels seus papers a les sèries de televisió Legend of Lu Zhen (2013), Boss & Me (2014), The Journey of Flower (2015), The Mystic Nine (2016), Noble Aspirations (2016), Princess Agents (2017), The Story of Minglan (2018) i Legend of Fei (2020).

## Biografia
Zhao va nàixer el 16 d'octubre de 1987 a Langfang, Hebei. Es va graduar a la Langfang School of Electronic Information Engineering, una escola de formació professional secundària. Segons ha declarat sobre aquell període:
Vaig nàixer en un poble, però va ser l'experiència de la vida rural la que va reforçar la meua forta voluntat i em va donar una personalitat ferma i tenaç. Estes experiències són les que m'han fet qui sóc hui. Així que crec que és el seu cor fort, la recerca persistent dels somnis, la perseverança i la fermesa de la professió a la qual et dediques, així com la calma i l'estabilitat davant la vanitat el que fa d'un heroi.

## Carrera

### 2006–2012: inicis
El 2006, Zhao Liying va participar al Yahoo Search Star Game i es va convertir en el guanyador final. Posteriorment va signar amb Huayi Brothers. El 2007, Zhao va fer el seu debut com actriu al drama familiar Golden Marriage, dirigit per Zheng Xiaolong.
El 2009, Zhao va assumir el seu primer paper de drama històric a The Firmament of the Pleiades. La sèrie es va emetre al canal japonés NHK i va obtindre el reconeixement de la crítica. Zhao va rebre el premi a l'actriu més popular als premis de vídeos creatius xinesos.
El 2010, va començar a guanyar el reconeixement del públic continental després d'aparèixer a The Dream of Red Mansions (2010), basada en l'novel·la homònima de Cao Xueqin. El 2011, la popularitat de Zhao va augmentar després del seu paper de princesa Qing'er a New My Fair Princess.

### 2013–2015: augment de la popularitat i avançament
El 2013, Zhao va protagonitzar el drama històric Legend of Lu Zhen, interpretant una xicona normal i corrent que aconsegueix convertir-se en la primera dona primera ministra durant la dinastia Qi del nord. El drama va ser un èxit a nivell nacional, i també a l'estranger a Corea del Sud i Japó. Zhao va guanyar diversos premis de popularitat i nouvinguts a les cerimònies de premis locals. El mateix any, Zhao va protagonitzar la pel·lícula romàntica històrica Palace: Lock Sinensis, la quarta i última entrega de la sèrie Gong de Yu Zheng. Contràriament a la seua imatge habitual, de xicona dolça i agradable, Zhao interpreta una princesa intrigant i malvada a la pel·lícula.
El 2014, Zhao va protagonitzar el drama de comèdia romàntica Boss & Me, basada en la popular novel·la Shan Shan Comes to Eat de Gu Man. La sèrie va ser un èxit d'audiència a la franja horària en la Xina i també va guanyar una gran popularitat a l'estranger. Zhao va consolidar encara més la seva popularitat amb diversos drames ben valorats el 2014, com ara The Legend of Chasing Fish i Wife's Secret. La popularitat creixent de Zhao gràcies als seus diversos projectes d'actuació d'èxit la va portar a ser coronada com la "Deessa Àguila Daurada" al 10è Festival d'Art de televisió de l'Àguila d'Or de la Xina, on va actuar com a acte d'obertura de la cerimònia.
El 2015, Zhao va protagonitzar el drama romàntic de xianxia The Journey of Flower. El drama tingué un gran èxit a la Xina, aconseguint una puntuació màxima de 3,89 i també es va convertir en el primer drama xinés que va superar els 20.000 milions de visualitzacions en línia. Zhao va guanyar nombrosos reconeixements pel seu paper a The Journey of Flower, inclòs el de millor actriu al 28è premi Golden Eagle de la televisió xinesa. Zhao també va ser nominada al premi Magnolia a la millor actriu en una sèrie de televisió. El mateix any, va protagonitzar el drama modern Best Get Going, i el drama wuxia Legend of Zu Mountain.

### 2016-present: reconeixement mainstream
El 2016, Zhao va protagonitzar el drama d'acció d'aventures The Mystic Nine, interpretant una hereva descarada i altiva. La sèrie va ser un èxit comercial, acumulant més de 10 mil milions de visualitzacions en total. Zhao va guanyar el premi a la millor actriu al 3r Festival de cinema i televisió de Hengdian de la Xina pel seu paper. Després, va ser elegida com la protagonista femenina, Bi Yao, a Noble Aspirations, basada en la popular novel·la Zhu Xian escrita per Xiao Ding. El drama té més de 23.000 milions de visualitzacions en línia, el rècord més alt per a un drama xinés en aquell moment. El mateix any, Zhao va protagonitzar el seu primer drama de guerra, Rookie Agent Rouge. VLinkage va informar que a desembre de 2016, les opinions dels drames combinats de Zhao han arribat a més de 110.000 milions de visualitzacions, que és la màxima per a un intérpret xinés actualment.
El 2017, Zhao va protagonitzar la pel·lícula dirigida per Han Han, Duckweed , juntament amb de Deng Chao i Eddie Peng. El hit sleeper va ser un èxit comercial i de crítica. Va guanyar el seu primer premi cinematogràfic, l'actriu preferida al Beijing College Student Film Festival. Després va protagonitzar la pel·lícula dramàtica revolucionària Eternal Wave juntament amb Aaron Kwok, sobre agents encoberts del Partit Comunista que operaven contra els japonesos al Shanghai dels anys trenta. Zhao va tornar a la pantalla menuda amb el drama d'acció històric Princess Agents, interpretant una esclava que s'alça per convertir-se en una poderosa general femenina. Princess Agents va ser un èxit comercial tant a nivell nacional com a internacional, i va tenir el rècord com la sèrie de televisió xinesa més vista en aquell moment. El mateix any, Forbes Xina va nomenar Zhao a la seva llista de 30 menors de 30 a Àsia, que inclou 30 persones influents menors de 30 anys que han tingut un efecte substancial en els seus camps.
El 2018, Zhao va protagonitzar la pel·lícula d'aventures fantàstica The Monkey King 3, interpretant el paper de Women Country's Ruler. Zhao va protagonitzar el drama històric The Story of Minglan produït per Daylight Entertainment. El drama va rebre elogis de la crítica i va superar els índexs de televisió amb més d'un 2% en els últims episodis. Zhao va ser nominada per segona vegada al Magnolia Award a la millor actriu en una sèrie de televisió.
El 2019, es va anunciar que Zhao protagonitzaria el drama wuxia Legend of Fei, basat en la novel·la You Fei de Priest.

## Altres activitats
El 2016, Zhao va ser nomenada ambaixadora de turisme de Hebei. El mateix any, Zhao es va convertir en vicepresidenta de Yi Xia Technology.
Zhao va presentar la seua figura de cera al Madame Tussauds Beijing el maig de 2017. El mateix any, Zhao va ser escollida com a ambaixadora de la marca de Dior a la Xina.
El març de 2019, Zhao va anunciar la seua associació amb Hesong Media.

## Vida personal
El 16 d'octubre de 2018, Zhao va anunciar el seu matrimoni amb l'actor Feng Shaofeng a Sina Weibo. El 8 de març de 2019, Zhao va donar a llum un xiquet.
El 23 d'abril de 2021, Feng i Zhao van anunciar el seu divorci a Sina Weibo, posant fi al seu matrimoni de dos anys. Comparteixen la custòdia del seu fill.